# 安平県 (山西省)
安平県（あんへい-けん）は中華人民共和国山西省にかつて存在した県。現在の忻州市繁峙県西部に相当する。
南北朝時代、東魏により設置され、北斉により廃止された。